# Ness Lee
Pour les articles homonymes, voir Lee.
Ness Lee est une artiste basée à Toronto (Canada), connue pour ses peintures murales et illustrations.

## Biographie
Ness Lee grandit dans une famille hakka dans la région de Scarborough-Markham en Ontario. De culture hakka mais grandissant au Canada, Ness Lee peine à cerner son identité et utilise l’art pour s’évader. Elle étudie l’illustration à l’université de l'École d'art et de design de l'Ontario, puis découvre l’art érotique japonais Shunga lorsqu’elle se voit offrir un livre sur le sujet, quelques années après son diplôme. Elle s’inspire de ces corps aux parties gigantesques pour créer son propre style.

## Œuvre
Les œuvres de Ness Lee sont largement influencées par la culture japonaise. La plupart de ses personnages sont dessinés sur un fond blanc, avec un physique qui rappelle les lutteurs de sumos. Lee travaille en peinture et en céramique. Ses corps nus et volupteux évoquent l’amour et la tendresse.
En 2017, elle réalise une peinture murale à Toronto représentant Poussey Washington, détenue fictive dans la série Netflix Orange Is the New Black, pour la promotion de la série.

## Expositions
- All You Can, galerie Letter Bet à Saint-Henri (Montréal), juillet-août 2018[7]
- How to Hold Yourself, Project Gallery, mars 2019[4]

## Publication
- (en) Vivek Shraya (ill. Ness Lee), Death Threat, 2019, 60 p. (ISBN 9781551527505, présentation en ligne)